# Dilaver Satılmış
Dilaver Satılmış (ur. 24 lutego 1979 w Bazylei) - reprezentant Szwajcarii w piłce nożnej mający korzenie tureckie.